# كاستيلريلو دي لا فيجا
بلدية كاستيلريلو دي لا فيجا (بالإسبانية: Castrillo de la Vega)‏, هي إحدى بلديات مقاطعة برغش, التي تقع في منطقة قشتالة وليون, والتي تقع في شمال غرب إسبانيا.
يبلغ عدد سكانها 595 نسمة وفقاً لإحصائية سنة (2002).